# Ушаков, Дмитрий Николаевич
Дми́трий Никола́евич Ушако́в (12 [24] января 1873, Москва — 17 апреля 1942, Ташкент) — русский и советский лингвист, один из организаторов реформы русской орфографии, член-корреспондент АН СССР (1939). Известен главным образом как редактор и соавтор одного из основных толковых словарей русского языка (см. Словарь Ушакова).

## Жизнь
Сын окулиста Николая Васильевича Ушакова, старшего ординатора Московского военного госпиталя (1837—1874) и его жены Анны Дмитриевны, дочери Дмитрия Петровича Новского (1799—1879), протопресвитера Успенского собора в Москве. Отец Дмитрия Николаевича умер, и с двухлетнего возраста он рос в доме деда со стороны матери Дмитрия Петровича Новского — протопресвитера Московского Большого Успенского собора в Кремле, члена Московской конторы Святейшего Синода, цензора журнала «Православное обозрение». Получив первоначальное домашнее образование в доме деда, девяти лет, в 1882 году Дмитрий Ушаков был отдан в подготовительный класс Первой московской шестиклассной прогимназии, а в 1889 году — в седьмой класс Пятой московской гимназии (ныне — московская школа № 91). В аттестате зрелости, выданном Ушакову в 1891 году, указано: «За время обучения в Московской Пятой гимназии поведение его вообще было отличное, исправность в посещении и приготовлении уроков, а также в исполнении письменных работ очень хорошая и любознательность похвальная».
В 1895 году окончил историко-филологический факультет Московского университета с дипломом 1-й степени. Ученик Ф. Ф. Фортунатова, который подсказал Ушакову тему выпускного сочинения — «Склонение у Гомера». Был оставлен при университете для приготовления к профессорскому званию по кафедре сравнительного языкознания и санскрита.
Кроме Ф. Ф. Фортунатова, своими учителями в Московском университете Ушаков считал также филолога Ф. Е. Корша и историка В. О. Ключевского. Входил в круг учёных-филологов, учеников Фортунатова, среди которых А. А. Шахматов, М. М. Покровский, А. И. Томсон, Н. Н. Дурново, А. М. Пешковский и др.
Преподавал в средней школе; одновременно публиковал в научных журналах этнографические статьи о поверьях и обычаях русских крестьян. В 1900—1901 годах сдал магистерские экзамены и прочёл две пробные лекции: первая — «Главные направления в изучении русского народного эпоса», вторая — «Московский говор как основа русского литературного языка». С 1901 года — магистр русского языка и приват-доцент Московского университета.
С 1907 по 1930 год Д. Н. Ушаков — профессор кафедры русского языка историко-филологического факультета Московского университета. Преподавал также на Высших женских педагогических курсах (1907—1918), на Высших женских курсах (1909—1919), на Высших женских курсах В. А. Полторацкой (1910—1919), в Высшей военно-педагогической школе (1919—1922), в Литературном институте им. Брюсова (1924—1925), в Государственном институте слова (1920—1925), в Редакционно-издательском институте ОГИЗа (1932—1933); давал уроки орфоэпии в московских театрах.
В 1903 году стал одним из организаторов Московской диалектологической комиссии, главный редактор её изданий. После смерти Ф. Е. Корша в 1915 году, Ушаков — председатель комиссии, до ликвидации её в 1931 году. Был заведующим кафедрой русского языка в МИФЛИ во всё время существования института (1934—1941).
Во время войны находился в эвакуации в Ташкенте, где он скончался 17 апреля 1942 года и был похоронен на Боткинском кладбище Ташкента (карта 24).

## Словарь Ушакова
К моменту работы над словарём Д. Н. Ушаков был известен своими работами по языкознанию, диалектологии, орфографии, орфоэпии, лексикографии и истории русского языка. В написанной им в 1911 году книге «Русское правописание» было проанализировано соотношение между правописанием и произношением в русской литературной речи. В этом труде Д. Н. Ушаков впервые обосновал необходимость реформы русской орфографии, а в 1917—1918 годах он стал активным участником составления проекта орфографической реформы.
Произошедшие в России в первые два десятилетия XX века революционные социальные преобразования значительно изменили словарный состав русского языка. Уже в 1920-х годaх была начата работа над толковым словарём русского языка. Её как составитель и главный редактор выполнял Дмитрий Николаевич Ушаков.
Четырёхтомный «Толковый словарь русского языка» выходил с 1935 по 1940 год. На свет появился словарь, восполнивший существенный пробел в описании развития русского языка в XX веке. Этот словарь отнесён специалистами к числу обязательных в перечне словарных изданий XIX—XX веков, без которых картина современного русского языка будет неполной. Словарь содержит более 90 тыс. словарных статей и рассчитан на широкий круг читателей.

### Основные публикации
- Русское правописание: очерк его происхождения, отношения его к языку и вопроса о его реформе: переработано из летних лекций 1911 г. при педагогических курсах Московского о-ва воспитат. и учительниц. — М.: В. С. Спиридонов, 1911. — 102 с.
- Краткое введение в науку о языке: Из лекций на Моск. жен. пед. курсах / Д. Н. Ушаков, прив.-доц. Моск. ун-та. — Москва: В. С. Спиридонов, 1913. — 118 с. (9 изданий — при жизни автора; 10-е изд. — 2004) — популяризация положений фортунатовской школы.
- Опыт диалектологической карты русского языка в Европе с приложением очерка русской диалектологии (1915, в соавт. с Н. Н. Дурново, Н. Н. Соколовым).
- Русский язык: Краткое систематическое школьное руководство по грамматике, правописанию и произношению / проф. Д. Н. Ушаков. — Москва; Ленинград: Гос. изд-во, 1926. — 144 с. — (Учебные пособия для школ I и II ступени).
- «Русская орфоэпия и её задачи» (1928).
- Русский литературный язык / Д. Н. Ушаков проф. 1 Моск. госуд. ун-та. — Москва: изд-во 1 Моск. госуд. ун-та, «Мосполиграф», 1929 (13-я типо-цинкография «Мысль печатника»). — 22 с., [2] с. — (История. Литература / Воскресный ун-т 1 М.Г.У.).
- Орфографический словарь русского языка. — 6-е изд., испр. и доп. — М.: Учпедгиз, 1944 (58 изданий с 1934 по 2015).
- Русский язык: избранные работы. — М.: Просвещение, 1995.

### Письма
- Последние письма Д. Н. Ушакова Г. О. Винокуру (1941—1942 гг.) / Публикация, вступление и примечания О. В. Никитина // Известия РАН. Серия литературы и языка. — 2001. — Т. 60. — № 1. — С. 66—71.

## Аудиозаписи
- Ушаков Д. Н. О московском произношении // Незабытые голоса России: Звучат голоса отечественных филологов. Вып. I. — М.: Языки славянских культур, 2009. — С. 189—196. — ISBN 978-5-9551-0327-3 Запись лекции, прочитанной в 1940 г. Хранится в фонотеке ИРЯ им. В. В. Виноградова РАН.
- Лекция «О законах русского произношения» (записана в феврале 1941 г.). Хранится в фонотеке Московской гос. консерватории.